# لازارو ريفاس
لازارو ريفاس هو مصارع رياضي كوبي، ولد في 4 أبريل 1975 في هافانا في كوبا، وتوفي في 22 ديسمبر 2013 في سان خوسيه دي لاس لاخاس ‏ في كوبا.

## وصلات خارجية
- لازارو ريفاس على موقع قاعدة بيانات المصارعة الدولية (الإنجليزية)
- لازارو ريفاس على موقع أوليمبيديا (الإنجليزية)